# Scott Stringer
Scott M. Stringer (29 de abril de 1960) é um político americano servindo como 44º controlador da cidade de Nova York. Anteriormente, ele serviu como deputado estadual de Nova York e como presidente do 26º distrito de Manhattan.
Em 1983, ele se tornou assistente legislativo do deputado e congressista do estado de Nova York, Jerry Nadler. Em 1992, Stringer concorreu com sucesso a uma vaga na Assembleia do Estado de Nova York desocupada por Nadler, cobrindo o Upper West Side. Stringer serviu como deputado estadual de Nova York por 13 anos e seis mandatos, de 1992 até 2005, quando foi eleito presidente do 26º distrito de Manhattan. Ele venceu a eleição de 2013 para se tornar o 44º controlador da cidade de Nova York e começou a servir em 1º de janeiro de 2014.
Ele é um candidato nas eleições para prefeito de Nova York em 2021.

## Infância e educação
Stringer é judeu e nasceu e foi criado em Washington Heights, em Upper Manhattan. Sua mãe, Arlene Stringer-Cuevas, era prima da ex-deputada americana Bella Abzug e serviu no Conselho da Cidade de Nova York antes de trabalhar na Administração de Recursos Humanos da Cidade de Nova York. Seu pai, Ronald, era advogado do ex- prefeito da cidade de Nova York, Abe Beame. Seu padrasto, Carlos Cuevas, foi ao mesmo tempo o escrivão da cidade de Nova York e um vice-presidente do distrito no Bronx.
Stringer estudou em escolas públicas de Manhattan, incluindo PS 152, JHS 52 e John F. Kennedy High School (onde foi editor do jornal da escola). Quando Stringer ainda estava no ensino médio aos 16 anos, o então presidente do distrito de Manhattan, Percy Sutton, nomeou Stringer para o Conselho de Planejamento Comunitário. Stringer se formou no John Jay College of Criminal Justice com bacharelado em estudos governamentais em 1986.
Ele tem raízes distantes da Rússia e da Irlanda, ele disse, e seu bisavô era da Polônia.

## Vida pessoal
Em 3 de setembro de 2010, Stringer casou-se com Elyse Buxbaum, uma administradora de artes na época, que é vice-diretora de desenvolvimento do Museu Judaico. O casal escolheu receber uma licença de casamento em Connecticut cmo uma declaração de solidariedade aos casais LGBT que ainda não tinham o direito de se casar no estado de Nova York. Eles têm dois filhos, Max e Miles.